# West African Football Academy
West African Football Academy Sporting Club – ghański klub piłkarski, grający w pierwszej lidze, mający siedzibę  w mieście Goma Fetteh. Klub został założony jako akademia holenderskiego klubu Feyenoord.

## Stadion
Domowe mecze klub rozgrywa na stadionie o nazwie Sogakope Stadium Goma Fetteh w Goma Fetteh, który może pomieścić 1000 widzów.

## Reprezentanci kraju grający w klubie
Stan na lipiec 2016.
| - Dominic Adiyiah - Harrison Afful - Michael Akuffu - Solomon Asante - Nana Akwasi Asare - Christian Atsu - Mohamed Awal - Yaw Frimpong | - Philemon McCarthy - Bernard Mensah - Zakaria Mumuni - Jordan Opoku - Mark Sekyere - Samuel Tetteh - Nii Plange |